# Fräkentjärnen (Arvidsjaurs socken, Lappland, 731583-167665)
Fräkentjärnen är en sjö i Arvidsjaurs kommun i Lappland och ingår i Piteälvens huvudavrinningsområde. Sjön har en area på 0,0547 kvadratkilometer och ligger 360,1 meter över havet.

## Delavrinningsområde
Fräkentjärnen ingår i det delavrinningsområde (731597-167739) som SMHI kallar för Mynnar i 731658-168225. Medelhöjden är 348 meter över havet och ytan är 6,95 kvadratkilometer. Det finns inga avrinningsområden uppströms utan avrinningsområdet är högsta punkten. Vattendraget som avvattnar avrinningsområdet har biflödesordning 4, vilket innebär att vattnet flödar genom totalt 4 vattendrag innan det når havet efter 120 kilometer. Avrinningsområdet består mestadels av skog (54 procent) och sankmarker (13 procent). Avrinningsområdet har 0,06 kvadratkilometer vattenytor vilket ger det en sjöprocent på 0,8 procent.